# Becerro de oro
Según la Biblia, el becerro de oro (עֵגֶּל הַזָהָב ‘ēggel hazāhāv) era una imagen de culto adorada en el Antiguo Israel como símbolo al dios nacional de Israel, Yahweh. 
El Tanaj menciona dicha actividad como herencia de una tradición antigua y la condena enfáticamente como idolatría. La primera vez se menciona en Éxodo 32 cuando los israelitas salieron de Egipto. Se vuelve común en el Reino de Israel (Samaria) donde los reyes los emplazaban en la entrada de los Templos, de hecho, el profeta Oseas menciona que una de las causas de la destrucción del Reino de Israel es la adoración al becerro de oro.

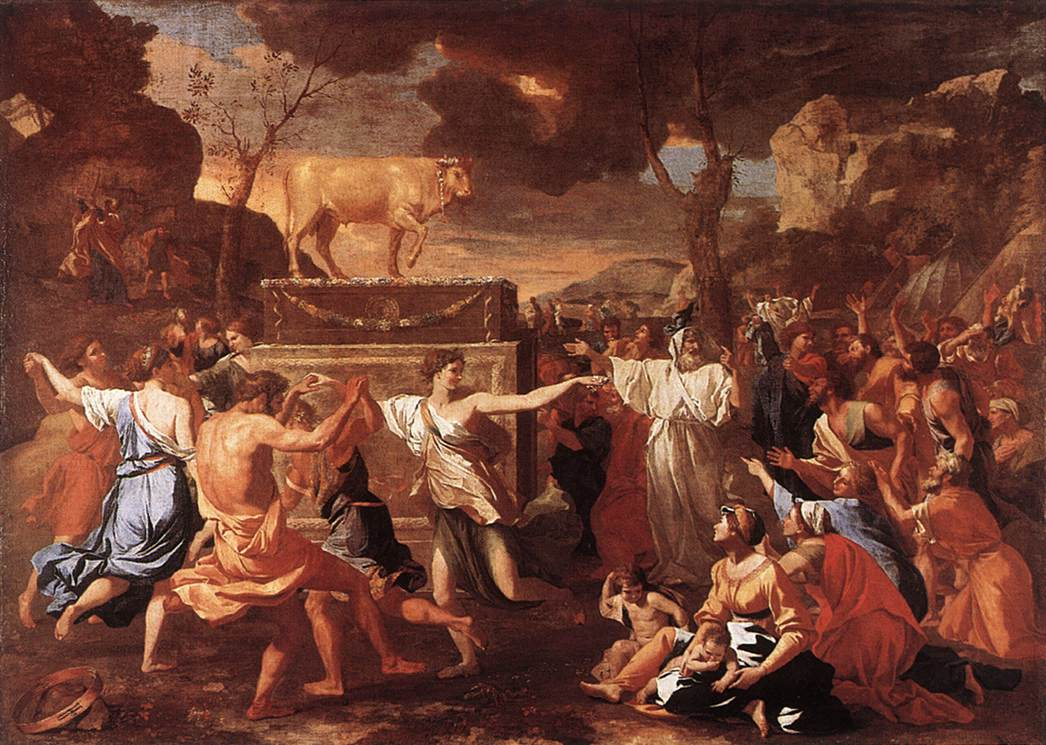
La adoración del becerro de oro. El pueblo celebra al ídolo bovino, mientras a la distancia, Moisés desciende del monte. Óleo de Nicolás Poussin, 1634.

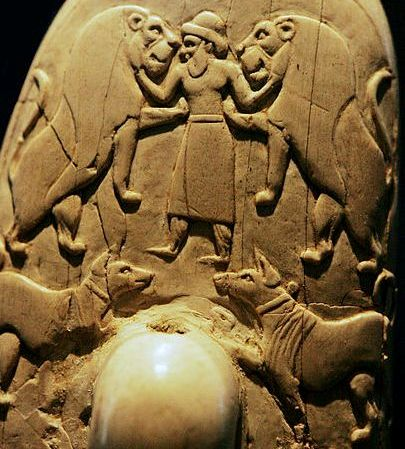
Relieve egipcio con el dios cananeo Ēl luchando con leones y observado por bovinos. Cuchillo de Gebel el-Arak, sur de Abidos, Egipto, c. 3300-3000 a. C. Louvre, París.

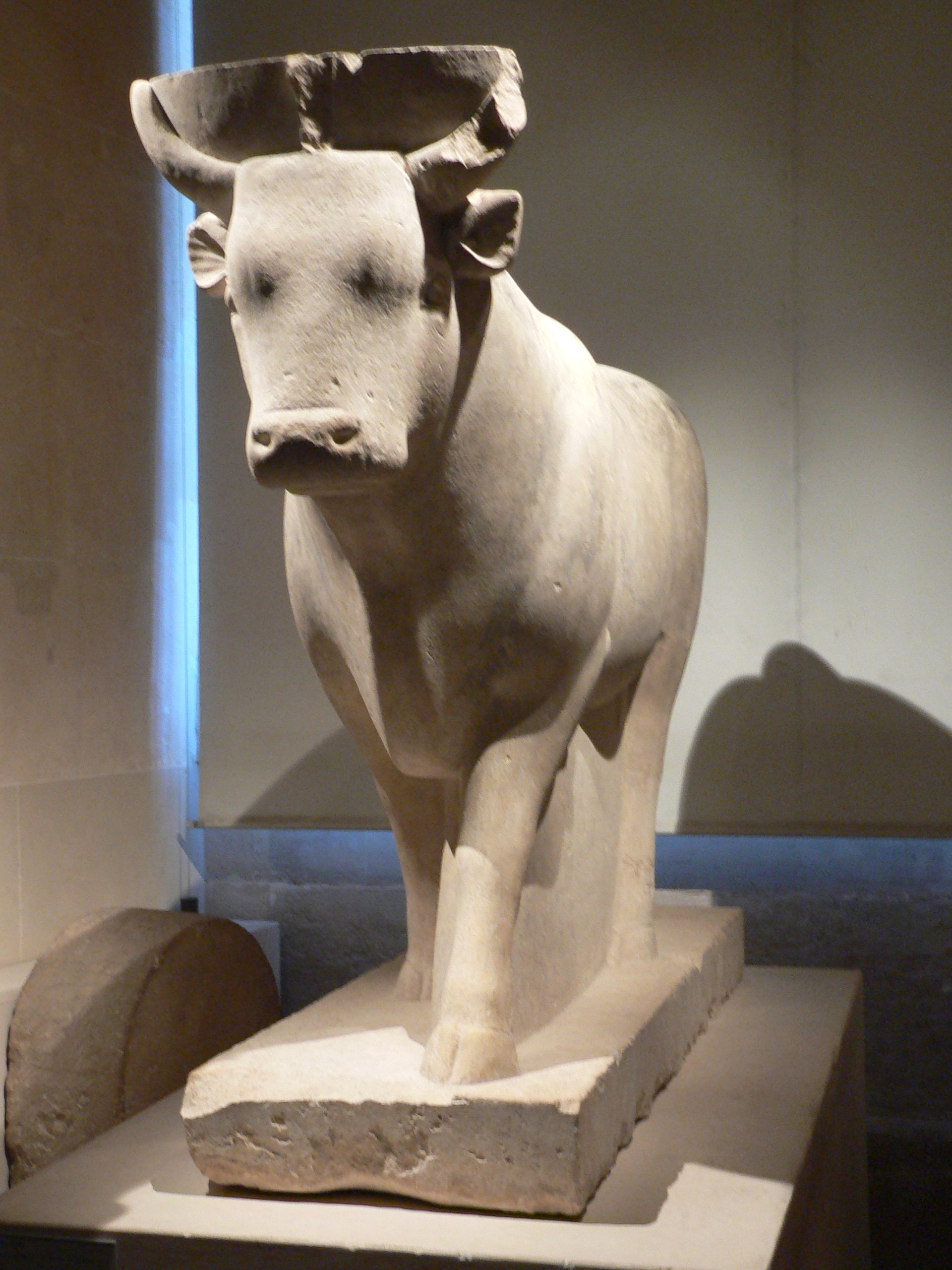
Estatua de divinidad bovina egipcia llamada "Apis". Louvre, París.

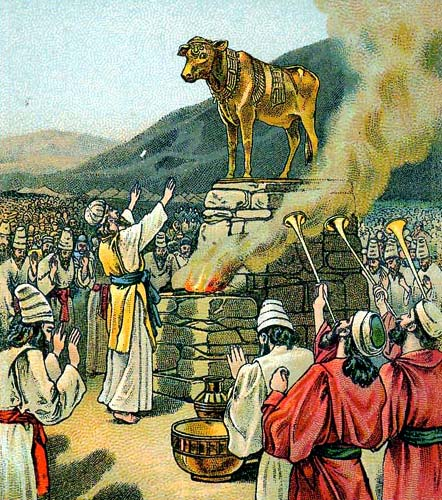
Solemne adoración del becerro de oro en una tarjeta de EE.UU. publicada en 1901. Esta estampa sugiere la participación de los levitas en el incidente idólatrico, por lo que no consta si se trata del relato con Moisés Éxodo 32,o en el ya establecido Reino de Israel.1 Reyes 12:26–30.

## Imaginería bovina en la Antigüedad
El culto a toros y terneros era común a muchas culturas de la Antigüedad. En el Antiguo Egipto, de donde según el relato bíblico los hebreos habían recientemente partido, el culto rendido a Apis pudo haber servido como fuente de inspiración para el incidente del becerro de oro, de modo que el pueblo habría intentado reimplementarlo en el desierto; alternativamente, el Dios de Israel pudo haber sido asociado con una deidad bovina mediante un proceso de asimilación o sincretismo religioso. El culto era rendido a una variedad de deidades bovinas salvajes entre los vecinos tanto de los egipcios como de los hebreos; ello tenía lugar en el Oriente Próximo y en el Egeo, donde se adoraba al uro, ya sea como bovino lunar o como el animal simbólico de El.
De ello resulta la posibilidad de que los israelitas, o al menos algunos entre ellos, pudieran haber percibido una imagen bovina y relacionarla con Yahveh, más en términos de una figura simbólica, una que podría además haber sido ligada con el antiguo dios cananeo, El, contra el cual, en términos bíblicos, Jacob había luchado antes de ser renombrado Israel (pues según el texto bíblico, Israel es aquel que luchó con el ángel de Dios y los hombres, y venció).
El becerro de oro podría tener su prefiguración en la antigua escultura cananea del levante mediterráneo, o bien en la imaginería egipcia con influencias cananeas, siendo ejemplo de ello una escena tallada en el mango del cuchillo ceremonial de Gebel el-Arak (Abidos, Egipto), donde el dios cananeo El enfrenta dos leones y es observado por dos bovinos.
Además, dado que el becerro de oro fue hecho poco después que los hebreos habían partido de Egipto, existe la posibilidad de que el becerro de oro haya tenido su fuente de inspiración en algún otro ídolo bovino, entre los que destaca como candidato el egipcio toro Apis.
James Discroll escribe que en general aceptada fue la visión de Filón de Alejandría y los Padres tempranos de la Iglesia, quienes percibían la adoración del becerro de oro como algo originario de Egipto. Sin embargo, agrega Discroll, resulta improbable que los hebreos hubiesen adoptado una divinidad egipcia como el dios que liberó al pueblo de Israel de la esclavitud en Egipto. Es por ello que los investigadores recientes tienden a ver el origen de la adoración del toro hebreo en las condiciones y el contexto de los israelitas como pueblo agricultor, pues para estos pueblos el toro era naturalmente un símbolo de fuerza y energía vital.

## Texto bíblico

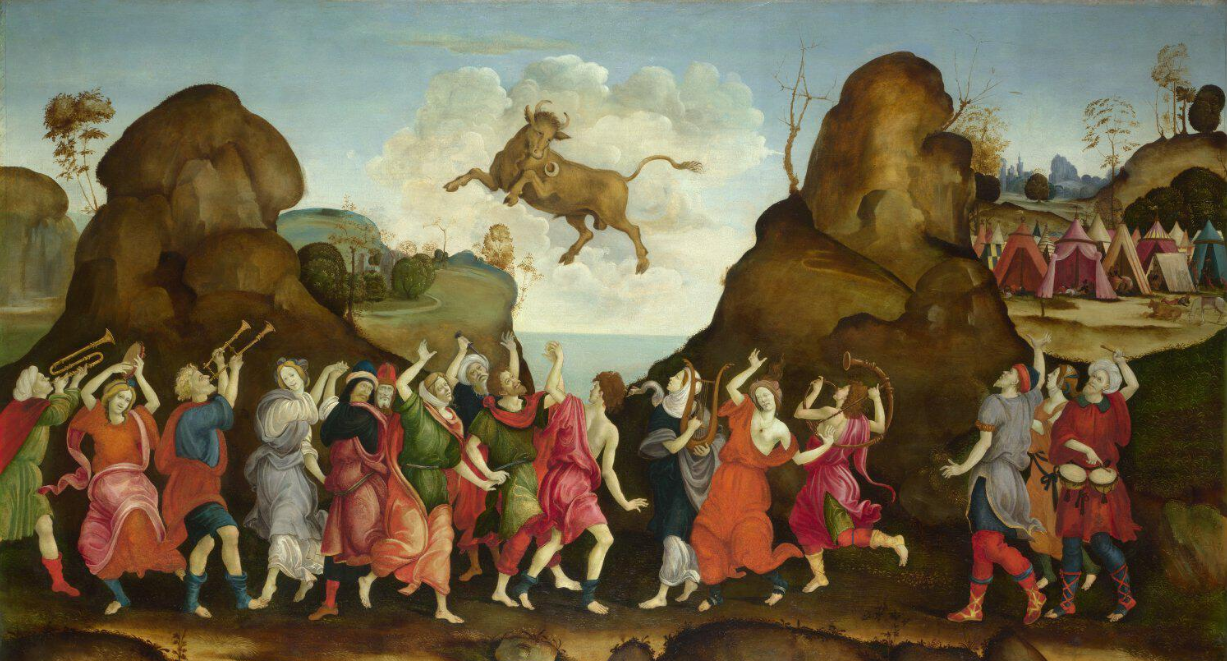
The Worship of the Golden Calf (Filippino Lippi).

### Éxodo
Exodo 19 relata;16 Aconteció que al tercer día, cuando vino la mañana, vinieron truenos y relámpagos, y espesa nube sobre el monte, y sonido de bocina muy fuerte; y se estremeció todo el pueblo que estaba en el campamento. 17 Y Moisés sacó del campamento al pueblo para recibir a Dios; y se detuvieron al pie del monte. 18 Todo el monte Sinaí humeaba, porque Yahveh había descendido sobre él en fuego. 20 Y descendió Yahveh sobre el monte Sinaí, sobre la cumbre del monte; y llamó Yahveh Moisés a la cumbre del monte, y Moisés subió. 21 Y Yahveh dijo a Moisés: Desciende, ordena al pueblo que no traspase los límites para ver a Yahveh, porque caerá multitud de ellos.

Habló Dios todas estas palabras: "Yo soy el Yahveh tu Dios, que te saqué de la tierra de Egipto, de la casa de servidumbre.

No tendrás otros dioses delante de mí.

No te harás ídolo, ni semejanza alguna de lo que está arriba en el cielo, ni abajo en la tierra, ni en las aguas debajo de la tierra. No los adorarás ni los servirás; porque yo, Yahveh tu Dios, soy Dios celoso, que castigo la iniquidad de los padres sobre los hijos hasta la tercera y cuarta generación de los que me aborrecen y muestro misericordia a millares, a los que me aman y guardan mis mandamientos. 
 
[...] Yahvé dijo a Moisés: "Así dirás a los hijos de Israel: [...] No os hagáis dioses de plata ni dioses de oro para ponerlos junto a mí."
Éxodo 20:1-6, 22.

Deuteronomio 5:22 añade: Estas palabras habló Yahveh a toda vuestra congregación en el monte, de en medio del fuego, de la nube y de la oscuridad, a gran voz; y no añadió más. Y las escribió en dos tablas de piedra, las cuales me dio a mí. 23 Y aconteció que cuando vosotros oísteis la voz de en medio de las tinieblas, y visteis al monte que ardía en fuego, vinisteis a mí, todos los príncipes de vuestras tribus, y vuestros ancianos, 24 y dijisteis: He aquí Yahveh nuestro Dios nos ha mostrado su gloria y su grandeza, y hemos oído su voz de en medio del fuego; hoy hemos visto que Yahveh habla al hombre, y este aún vive.
Al subir Moisés al Monte Sinaí para recibir los Diez Mandamientos, dejó solos a los israelitas durante cuarenta días y cuarenta noches (Éxodo 24:12-18). Aunque fueron liberados de la esclavitud en Egipto por Yahveh y teóricamente sabían acerca de Sus preceptos, estos desobedecieron.
Tiempo después, temiendo que Moisés no regresara, muchos de los acampados al pie del Sinaí exigieron a Aarón hacerles "dioses" a los que pudiesen ellos seguir (Éxodo 32:1).
Aarón reunió entonces los aros de oro de los israelitas, construyó un becerro con el oro fundido y "ellos" que exigieron "dioses" declararon: "Israel, estos son tus dioses, que te sacaron de la tierra de Egipto" (Éxodo 32:4). La pluralidad de dioses invocados tomó sin embargo solo la forma de un único becerro de oro; se trataba por consiguiente de una pluralidad de dioses concentrada en una unidad idolátrica. Aarón construyó un altar delante del becerro y proclamó el día siguiente como un día festivo dedicado a Yahveh. Por ello el pueblo se levantó temprano al día siguiente y presentó ofrendas, comió y bebió, así como también se ocupó de regocijarse (Éxodo 32:6).
Yahveh previno a Moisés que los israelitas habían rápidamente abandonado su sendero marcado, e indicó que iba a destruirlos, más iniciaría una gran nación solo a partir de Moisés. A raíz de ello, Moisés suplicó a Yahvéh que los perdonase, solo entonces "Yahveh desistió hacer el daño que Él dijo que haría a Su pueblo" (Éxodo 32:11-14).
Moisés bajó del monte, pero al oír el jolgorio y percibir el becerro de oro, se enfureció, y sin poder contenerse, arrojó las dos Tablas del Testimonio (es decir, las tablas de piedra con el Decálogo), rompiéndolas. Seguidamente incineró el ídolo bovino, lo molió hasta hacerlo polvo, echó sus cenizas en agua y forzó a los israelitas a beber el polvo en agua. Arrepentido, Aarón admitió haber agrupado el oro y haberlo luego fundido, mas solo pudo llegar a decir que de ello "salió" un becerro.
Acto seguido, Moisés se paró delante del acceso al campamento y dijo: "Quien esté del lado de Yahveh, que venga conmigo." Y todos los hijos de Leví se agruparon junto a él. Moisés entonces les dijo: "Así dijo Yahveh, el Dios de Israel: Póngase cada uno la espada sobre el muslo, y pasad y repasad por el campamento de puerta en puerta, y matad cada uno a su hermano y a su amigo y a su vecino." Y los hijos de Leví hicieron conforme a la palabra de Moisés; y cayeron ese día tres mil hombres del pueblo (Éxodo 32:26-28).
Éxodo 34 relata; Y Yahveh dijo a Moisés: Alísate dos tablas de piedra como las primeras, y escribiré sobre esas tablas las palabras que estaban en las tablas primeras que quebraste. 4 Y Moisés alisó dos tablas de piedra como las primeras; y se levantó de mañana y subió al monte Sinaí. 10 Y él contestó: He aquí, yo hago pacto delante de todo tu pueblo; haré maravillas que no han sido hechas en toda la tierra, ni en nación alguna,

### 1 Reyes 12
Según el relato bíblico de 1 Reyes 12:26–33, luego de haber establecido el norteño Reino de Israel, Jeroboam I consideró las prácticas sacrificiales de los israelitas. Su inquietud era que los sacrificios se realizaban en Jerusalén, ciudad que en ese entonces formaba parte del sureño Reino de Judá, cosa que podría causar que los súbditos de Jeroboam se alineasen con su rival, el sureño rey Roboam. A fin de descentralizar la importancia del Templo de Jerusalén, Jeroboam emplazó dos becerros de oro, uno en Betel y el otro en Dan.

## Interpretación
Para Simón Dubnow, el incidente relatado en Éxodo 32 constituye una transgresión respecto a lo ordenado por Yahvé. En relación con la condición de los israelitas antes de que la Ley haya sido otorgada provee el siguiente comentario:

Hasta entonces conservaban la fe en un Dios único y algunas costumbres que habían heredado de sus antepasados. Pero no poseían un concepto claro acerca de Dios [...], tampoco poseían leyes fijas sobre la vida social y moral. Habiendo residido en Egipto algunos de ellos copiaron allí ciertas costumbres paganas. Era necesario, por consiguiente, enseñar a los israelitas en qué consistía su verdadera fe y a qué leyes debían atenerse.

Y, luego del otorgamiento de la Ley, comenta acerca del episodio del becerro de oro:

No todo el pueblo hebreo comprendió las verdades dictadas desde la cumbre del monte Sinaí. Había entre los israelitas muchos ignorantes que se llevaron de Egipto conceptos erróneos y una inclinación al fetichismo. Esta gente quería que [...]  Dios [...] fuese [...] a la manera de las deidades paganas, [...] un ídolo visible y palpable.

Diferente es la aproximación al incidente del becerro de oro por parte de Michel Coogan. A pesar de la aparente simplicidad del texto bíblico, sostiene, la narrativa del becerro de oro es compleja, dado que el becerro de oro no fue un ídolo que representaba otro dios (es decir, no fue un falso dios), sino que de lo expresado por Aarón —"Mañana será día de celebración para el Señor"— puede deducirse que el becerro de oro representaba a Yahvéh. A diferencia de Dubnow, Coogan sostiene que "en la cronología de la narrativa de los Diez Mandamientos" el mandamiento contra la creación de imágenes talladas aún no había sido comunicado al pueblo cuando éste presionó a Aarón para que le hiciese el becerro; dicho de otro modo, tal conducta no era en el momento en que tuvo lugar explícitamente ilegal. En esta misma línea, James Driscoll interpreta el becerro de oro como un símbolo de Yahvéh. Asimismo C.J. Gadd, por otra parte, informa que una considerable cantidad de eruditos escribe que las imágenes de becerros en Israel no eran consideradas imágenes de Yahvéh, sino meramente pedestales para el Dios invisible, más ello, agrega Gadd, fue no obstante interpretado por los profetas hebreos como idolatría y por consiguiente condenado enérgicamente.
Hallado por una expedición en 1910, un trozo de cerámica israelita del siglo VIII a. C. presenta la inscripción "GLYW" y la misma puede interpretarse tanto como "el becerro de Yahweh" o bien "Yahweh es un becerro", sugiriendo que los habitantes del norteño Reino de Israel realmente llegaron a asociar el motivo del becerro con Yahvéh.

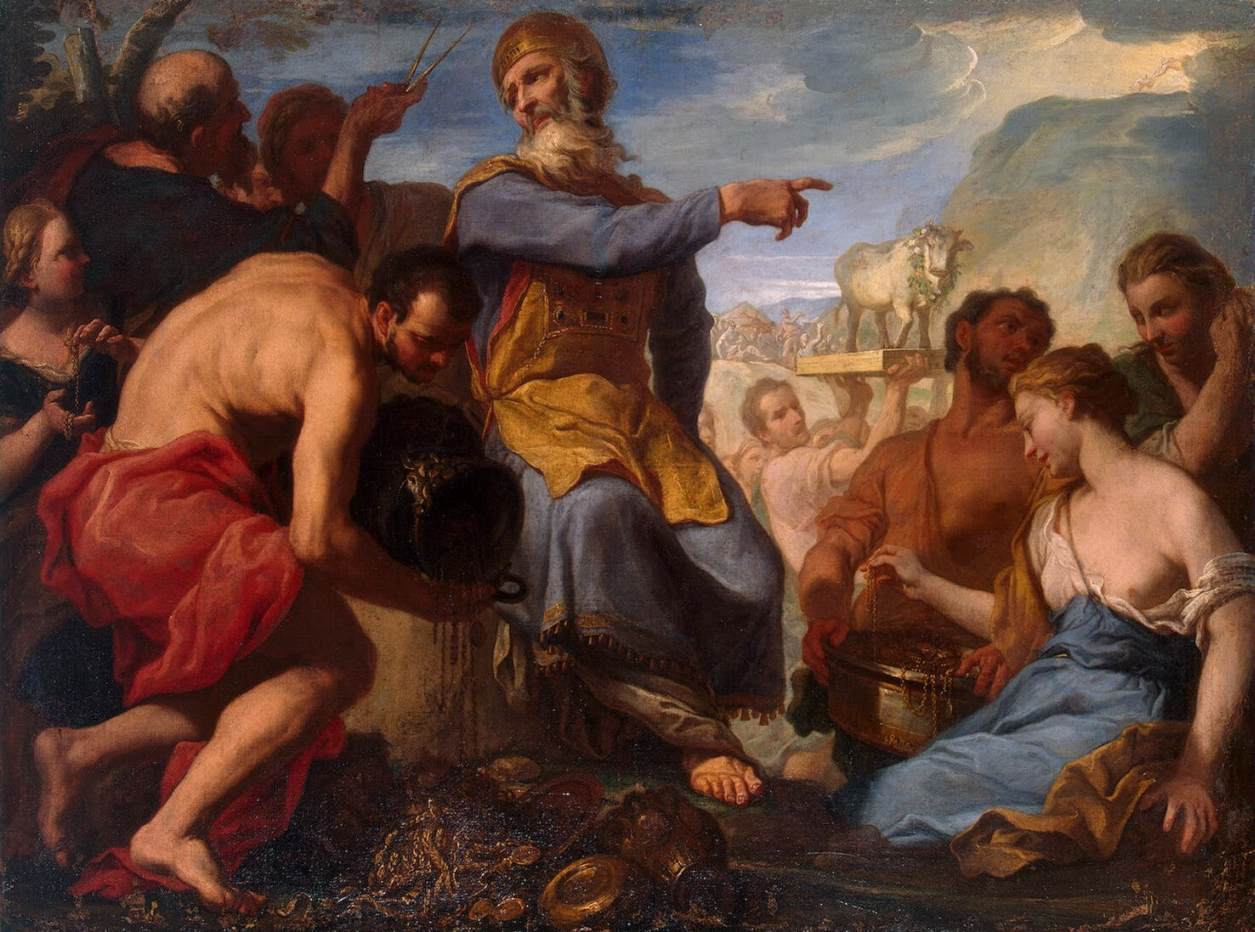
Aarón: becerro de oro y sacerdocio. El papel de Aarón en el incidente del becerro de oro es el asunto aludido por Adoración del becerro de oro, óleo de Antonio Molinari, 1702. Aarón porta las vestiduras sacerdotales descritas en detalle en Éxodo 28.

Respecto al papel desempeñado por Aarón, Baruch S. Davidson, escribiendo desde una perspectiva judía ultraortodoxa, reconoce que el hermano de Moisés colectó el oro e hizo el becerro, pero también afirma que dejando los festejos para el día siguiente intentaba ganar tiempo, de modo tal que la acción a ser llevada a cabo resultase lo más breve posible y su alcance pudiese permanecer relativamente contenido. Lo peculiar del caso, nota Davidson, es que los israelitas que adoraron el becerro de oro fueron castigados con la muerte, mientras que Aarón, habiendo sido "la mente maestra de este escándalo [fue] recompensado con el sacerdocio para él y todos sus hijos"; sin embargo, seguidamente Davidson justifica el paradójico caso de Aarón presentando abruptamente al hermano de Moisés como un legítimo "merecedor de la profecía", e indicando que:

Uno debe ser sabio, con mente clara y lúcida, de carácter impecable, controlar profundamente sus pasiones y deseos y de constitución alegre. En adición, el individuo debe rechazar el materialismo y las frivolidades de la vida, dedicándose enteramente a conocer y servir a Dios. [...] Aarón fue la única persona en sus días (fuera de Moisés) a la que Dios permitió ingresar al Santo de los Santos. A través de él Dios comunicó [...] varias secciones de la Torá.
"¿Fue Aarón responsable del becerro de oro?", Chabad, febrero de 2011

Aunque las meritorias características enumeradas hayan sido en términos generales aplicables a Aarón, el argumento de Davidson presenta una dificultad: según el texto bíblico, durante el incidente del becerro de oro, Aarón no rechazó de plano el materialismo y la frivolidad del pueblo; además, no solo colectó Aarón el oro y fabricó el becerro, sino que el hermano de Moisés, una vez ya acabado el "escándalo" fetichista fue —acto seguido— hecho Sumo Sacerdote y ocupó, antes que ningún otro levita, tamaño cargo. Ya sea intencionalmente o no, lo cierto es que Davidson en su argumento omite decir que aquellos israelitas que perecieron después del incidente corrieron esa suerte precisamente por no haberse arrepentido del escándalo cometido, mientras que Aarón, amén de ser el hermano de Moisés, trascendió su propio error cuando, ante el ultimátum de Moisés, no dudó en alinearse del lado de Yahvéh. Debido a esa omisión, que lo ubica en una posición tal que tiende a desafiar el sentido común, el argumento de Davidson resulta problemático y polémico.
Es posible que Aarón, estando bajo presión y siendo incluso intimidado por el pueblo, haya decidido recurrir a la imagen del becerro pero para emplearla como un símbolo o figura simbólica exclusivamente referente a Yahvéh (un equivalente a, por ejemplo, un ángel, y no necesariamente ídolo pagano ninguno).
Del texto bíblico emerge que, después del incidente del becerro de oro, Aarón respondió inmediatamente al llamado de Moisés, para finalmente expresar en términos unívocos esa vez que estaba del lado de Yahvéh. Consecuentemente, en la Enciclopedia Judía, Emil G. Hirsch indica que, según el Libro del Éxodo, Aarón fue designado sacerdote por Dios, aunque raramente llamado "el Sumo Sacerdote" sino siendo por lo general referido por los israelitas solo como "el sacerdote".

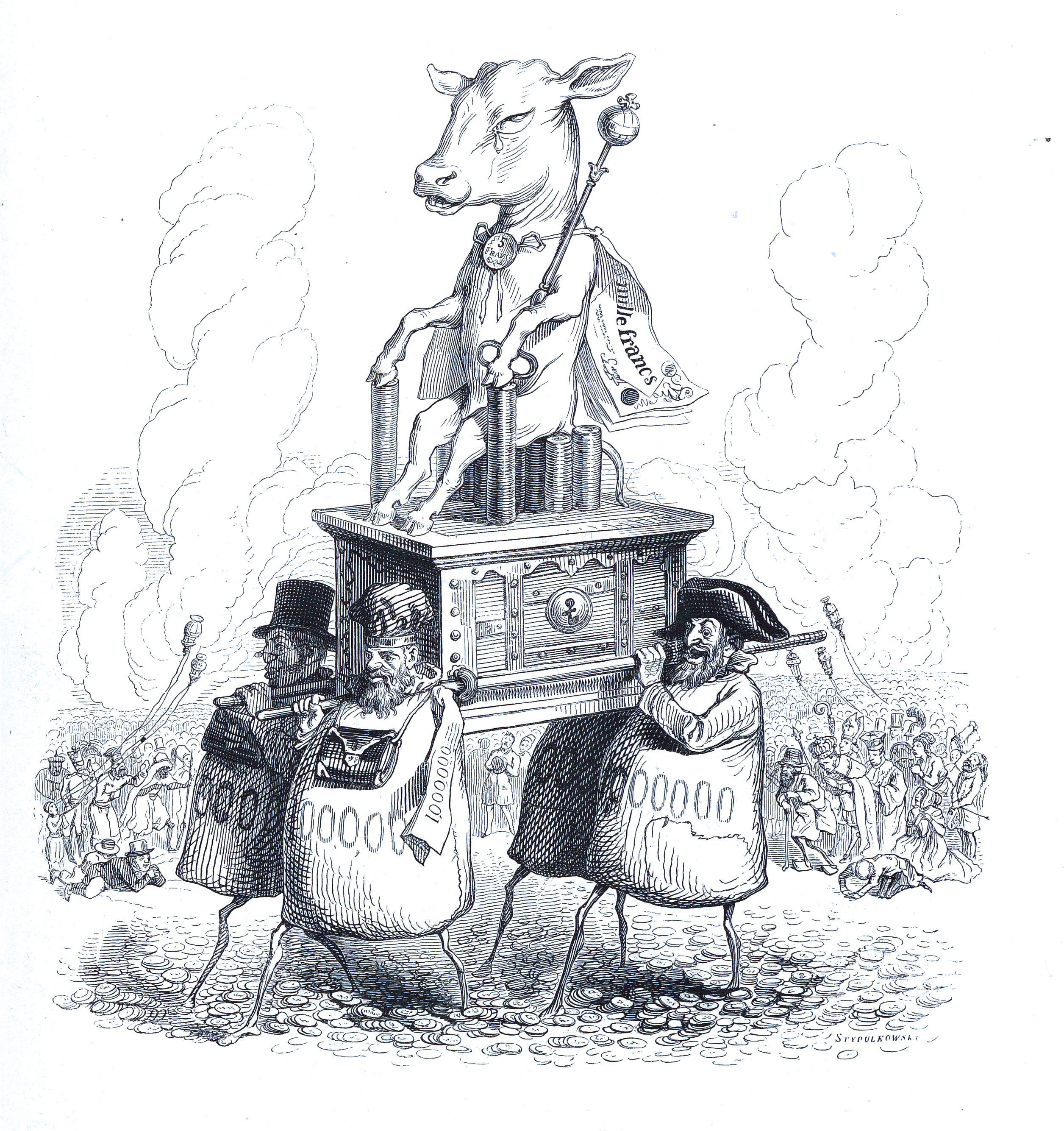
Becerro de oro es el título de esta imagen realizada por Grandville en 1844. Pertenece a una serie de trabajos que si bien titulada Otro mundo, remite al espectador al suyo propio. A través de ella, Grandville satiriza el materialismo de la sociedad de su época: el Arca de la Alianza (concebida para transportar las Tablas de la Ley) se usa aquí para cargar el becerro de oro, ídolo que a su vez porta un cetro imperial culminando en globo y cruz.

Por otra parte, es posible que el becerro de oro de Aarón y los dos emplazados por Jeroboam I en el norteño Reino de Israel hayan sido inspirados por Apis, o bien por el bovino que era símbolo del cananeo dios El (con el que, en su forma plural, se relaciona el dios de los hebreos). Como Todopoderoso, el dios cananeo Él fue designado en plural en el idioma hebreo: Elohim ("dioses", probablemente una variante del genitivo hebreo El ha-Elim, es decir, "El dios de los dioses" [El dios supremo]). Durante centurias, Él había sido el dios cananeo por excelencia, siendo además el principal dios de los nómadas. Poseía funciones éticas y sociales; era tolerante y benigno y recibía, entre otros, los títulos de «Padre de los Dioses», «Rey», «Padre de los Hombres», «Creador de las Criaturas», «Toro», «Amable» y «Misericordioso». Pero más allá de sus diversos títulos, Él era el nombre especial de un dios sumamente particular y que era persistentemente distinguido de otros dioses como "el dios" (es decir, lo que en un sentido monoteísta sería Dios). Siguiendo esta línea de pensamiento, en la Enciclopedia Católica, James F. Driscoll interpreta entonces al becerro de oro no como un ídolo pagano sino como un símbolo de Yahveh.
En un plano completamente diferente, otro sentido tiene lugar en una expresión que enfatiza el componente material del que fue hecho el ya mencionado ídolo para expresar una crítica a la codicia; en tal caso, becerro de oro representa en la cultura occidental "dinero" o "riquezas". Lejos de ayudar a comprender las razones de lo sucedido, este último caso estigmatiza y estereotipa el episodio bíblico así como también a todos aquellos que participaron en el mismo: pone a Aarón y al pueblo en un plano de indiferenciación, cosa que nada tiene que ver con el espíritu de los contenidos expresados por la narración bíblica en Éxodo 32. Un ingenioso empleo de este último sentido, completamente material, dado a becerro de oro, lo hace el dibujante e ilustrador Grandville, quien en una serie de imágenes titulada Otro Mundo (Un autre monde), le dedica una composición al tema del becerro de oro, presentándolo como el dios venerado por todo el mundo: en la imaginería de los tiempos modernos, el becerro de oro adquiere entonces el papel de símbolo del Dinero (riqueza o capital) y es incondicionalmente adorado por gente que, más allá de guardar las apariencias, posee además ambiciones materialistas desaforadas.

### Texto bíblico
- Biblia de las Américas
- Nueva Traducción Viviente
- Biblia Paralela

### Exégesis y artículos
- Jewish Encyclopedia, Nueva York, 1906
- James F. Driscoll, "Golden Calf", The Catholic Encyclopedia, Vol. 6, Nueva York: Robert Appleton Company, 1909; traducción
- C. J. Gadd, Iraq, 16, 1954, p. 180
- Baruch S. Davidson, ¿Fue Aarón responsable del becerro de oro?, Chabad, febrero de 2011
- Ken Spiro, El becerro de oro, Aish Latino, s.f., consultado 20.7.2014

- Datos: Q221323
- Multimedia: Golden calf / Q221323